# Regőczi Erzsébet
Regőczi Erzsébet, névváltozatai: Regőczy Erzsébet, Regőczi Zsóka (Budapest, 1924. február 24. – 2011. január és március között) magyar bábművész, színésznő, tanár.

## Életpályája
1942-ben színinövendékként Rév István bábszínházában ismerkedett meg a művészi bábjátékkal. 1945-ben végezte el az Országos Színészegyesület Színészképző Iskoláját. 1946-tól Győrben játszott. 1947-től az Olimpia Cirkusz artistája volt. 1950-től a Fővárosi Varieté színésze és szólótáncosa, 1951-től a Vidám Fiatalok Egyesületével szerepelt, majd 1952-től az Állami Déryné Színház tagja volt. 1956-ban a győri Kisfaludy Színházhoz szerződött. 1957-ben egy évig a kaposvári bábszínházban szerepelt, 1958-tól az Állami Bábszínház tagja lett. 1964-től szabadfoglalkozású művészként dolgozott. 1966-ban a budapesti Eszperantó Világkongresszus ügyvezetőjeként megszervezte az Állami Bábszínház eszperantó csoportját. 1960–1984 között úttörő bábcsoportokat vezetett. Művészi bábjait számos tárlaton is kiállította. 1979-ben UNIMA (Unima Internacionale de la Marionette) diplomát kapott 30 éves bábművészi tevékenységéért.

## Színházi szerepeiből
- Nyikolaj Rosztov: Napfényes mezőkön... Ajna
- Vörösmarty Mihály: Csongor és Tünde... Éj
- Móricz Zsigmond: Légy jó mindhalálig... Nyilas Misi
- Grimm fivérek – Károlyi Amy: Hófehérke... Bendő
- Grimm fivérek: Jancsi és Juliska... Jancsi; Boszorkány
- Szilágyi Dezső: Mackó Mukik kirándulnak... Marika
- Szilágyi Dezső: Ezüstfurulya... szereplő
- Rejtő Jenő – Tardos Péter: Szőke ciklon... Vadmacska; teve; parkett-táncos

## Filmes és televíziós szerepei
- Játékszüret – Öt részes gyermekműsor – bábtervezés és kivitelezés (1982-1983)
- TTT – Tízen Túliak Társasága – bábszínész, tervezés és kivitelezés (1983-1984)
- Ki az erősebb, Reggel hétkor – bábjáték, saját feldolgozás
- A nyúl és a kötélhúzás – bábjáték, saját feldolgozás